# Рок Спрингс (Висконсин)
Рок Спрингс (енгл. Rock Springs) град је у америчкој савезној држави Висконсин.

## Демографија
По попису из 2010. године број становника је 362, што је 63 (-14,8%) становника мање него 2000. године.
| Група             | 2000.       | 2010.       |
| Белци             | 417 (98,1%) | 347 (95,9%) |
| Афроамериканци    | 1 (0,2%)    | 0 (0,0%)    |
| Азијати           | 0 (0,0%)    | 0 (0,0%)    |
| Хиспаноамериканци | 5 (1,2%)    | 3 (0,8%)    |
| Укупно            | 425         | 362         |